# Kamila Ungrová
Kamila Ungrová (Kouřim 18 de juny de 1887 – Praga, 7 de gener de 1972) va ser una cantant d'òpera txeca, professora de música, prima donna al Teatre Nacional de Praga, figura important en el desenvolupament de l'òpera txeca i del teatre de Bohèmia en particular. Va ser una de les últimes personalitats enterrades a la tomba de Slavín al cementiri de Vyšehrad.

## Biografia

### Joventut
Va néixer a Kouřimi a la família del director de cor i professor de música Karel Unger, va créixer en un entorn musical i es va formar en cant i música pel seu tutor, després va estudiar a l'escola de música Pivod de Praga amb el director Adolf Piskáček i després amb Ludmila Procházková-Neumannová.

### Teatre Nacional

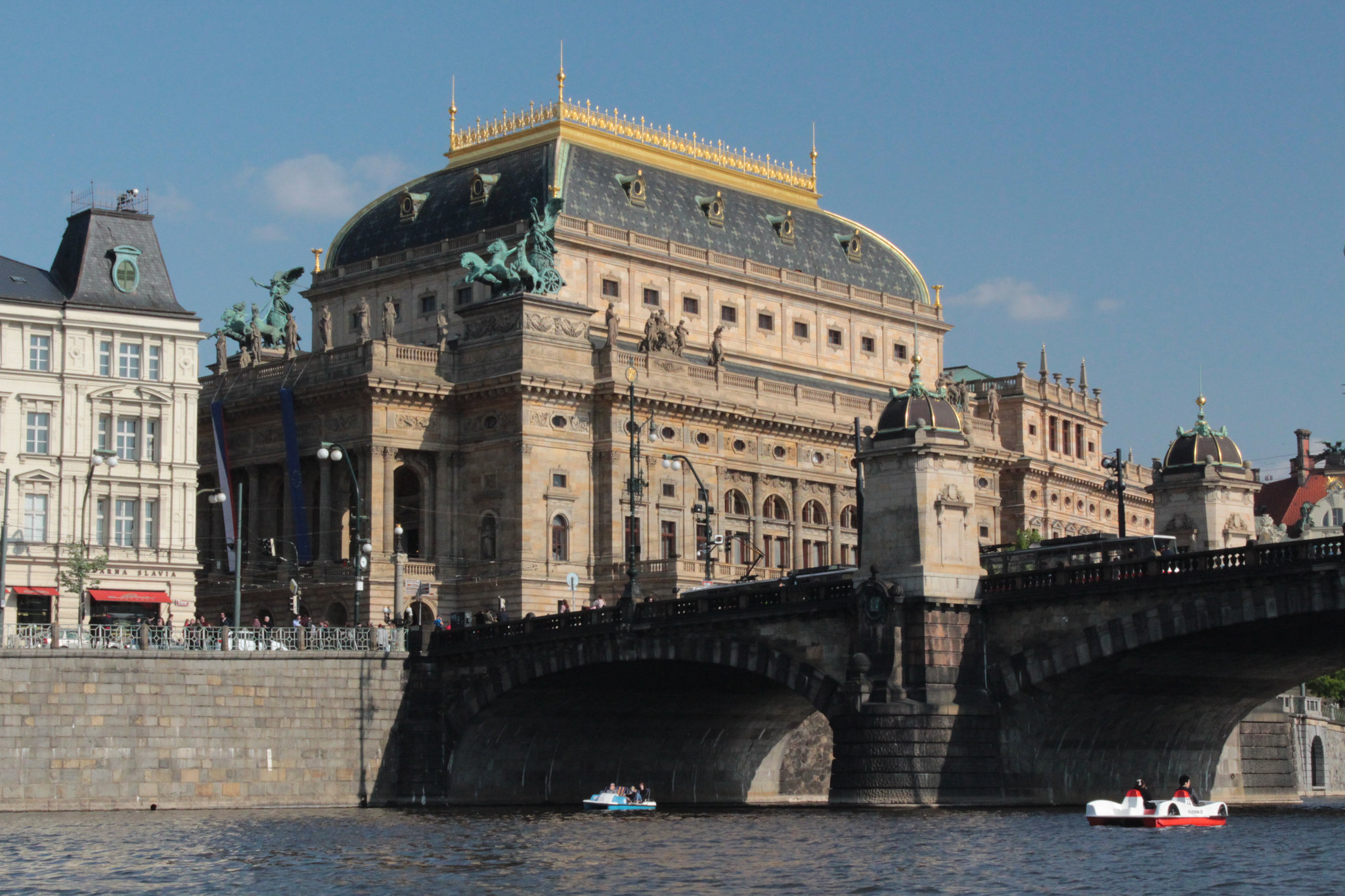
Teatre Nacional de Praga, escenari permanent de Kamila Ungrová

El 1906 va ser entrar com a convidada al Teatre Nacional sota la direcció del nou director Gustav Schmoranz i el director de l'òpera Karel Kovařovica. Va fer la seva primera actuació teatral com Nanette a l'estrena de l'òpera Orfeu i Eurídice de Christoph Willibald Gluck el 10 de novembre de 1906. Ja en la primera producció va destacar tant com a cantant com a actriu, de manera que el 1907 va acceptar l'oferta de compromís permanent com a solista.
Durant la seva carrera al Teatre Nacional, va interpretar una sèrie de papers secundaris i principals en representacions d'òpera i recitals, inclosa l'estrena txeca de Tristany i Isolda de Richard Wagner. Professionalment, va conèixer a la solista Anna Slavíková. El 30 de maig de 1927, Ungrová també va interpretar el paper de Marenka a La núvia venuda de Smetana en la repetició del 1000 jubileu de l'òpera al Teatre Nacional sota la batuta d'Otakar Ostrčil. Otakar Mařák va interpretar el paper de Jeník, Kecal va ser interpretat per Emil Pollert. Va col·laborar amb els principals professionals del teatre txec a Praga, durant les dècades de 1910 i 1920.
Va acabar la seva carrera professional el 3 de juny 1928 amb el paper de Karolina a l'òpera còmica de Smetana Les dues vídues. Posteriorment, Ungrová es va dedicar a activitats pedagògiques musicals i a l'ensenyament del cant.

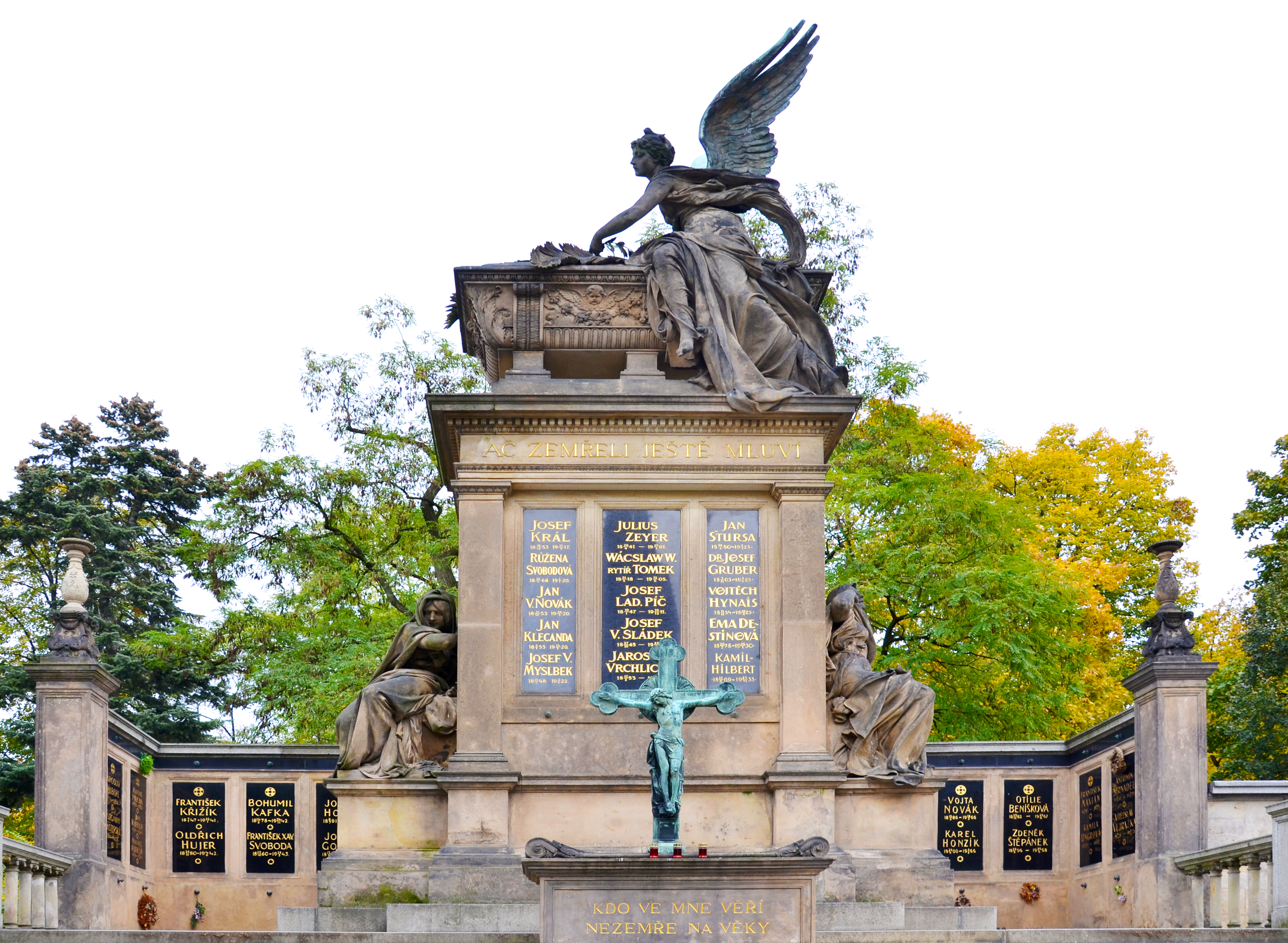
La tomba de Slavín al cementiri de Vyšehrad.

### Mort
Kamila Ungrová va morir el 7 de gener de 1972 a Praga als 86 anys. Per iniciativa de l'associació Svatobor, va ser enterrada a la tomba de Slavín al cementiri de Vyšehrad.

## Papers principals al Teatre Nacional (selecció)
- Isolda, Wagner: Tristany i Isolda (1907)
- Libuše, Smetana: Libuše
- Vendulka, Crema: El bes
- Karolína, Smetana: Les dues vídues
- Mařenka, Smetana: La núvia venua
- Mignon, Thomas: Mignon
- Xenia, Antonín Dvořák: Dimitrij
- Tatiana, Txaikovski: Ievgueni Oneguin
- Cho-Cho-San, Puccini: Madama Butterfly
- Jenůfa, Janáček: Jenůfa
- Káťa, Janáček: Kàtia Kabànova
- Jessica, Foerster: Jessica